# جائزة سان مارينو الكبرى 1995
جائزة سان مارينو الكبرى 1995 هو سباق فورمولا 1 أقيم بتاريخ 30 أبريل 1995 في حلبة إنزو دينو فيراري، إيمولا، إميليا-رومانيا، إيطاليا. كان الثالث من أصل 17 في بطولة العالم لسباقات الفورمولا واحد موسم 1995. حلّ البريطاني دامون هيل أولا بينما جاء الفرنسي جان إليزي في المركز الثاني وحصل على المركز الثالث النمساوي غيرهارد بيرغر.

## الترتيب النهائي
| الترتيب | السائق         | النقاط |
| ------- | -------------- | ------ |
| 1       | دامون هيل      | 20     |
| 2       | مايكل شوماخر   | 14     |
| 3       | جان إليزي      | 14     |
| 4       | ديفيد كولتهارد | 9      |
| 5       | غيرهارد بيرغر  | 9      |
| المصدر: |                |        |